# Музыкальный фестиваль Шлезвиг-Гольштейна

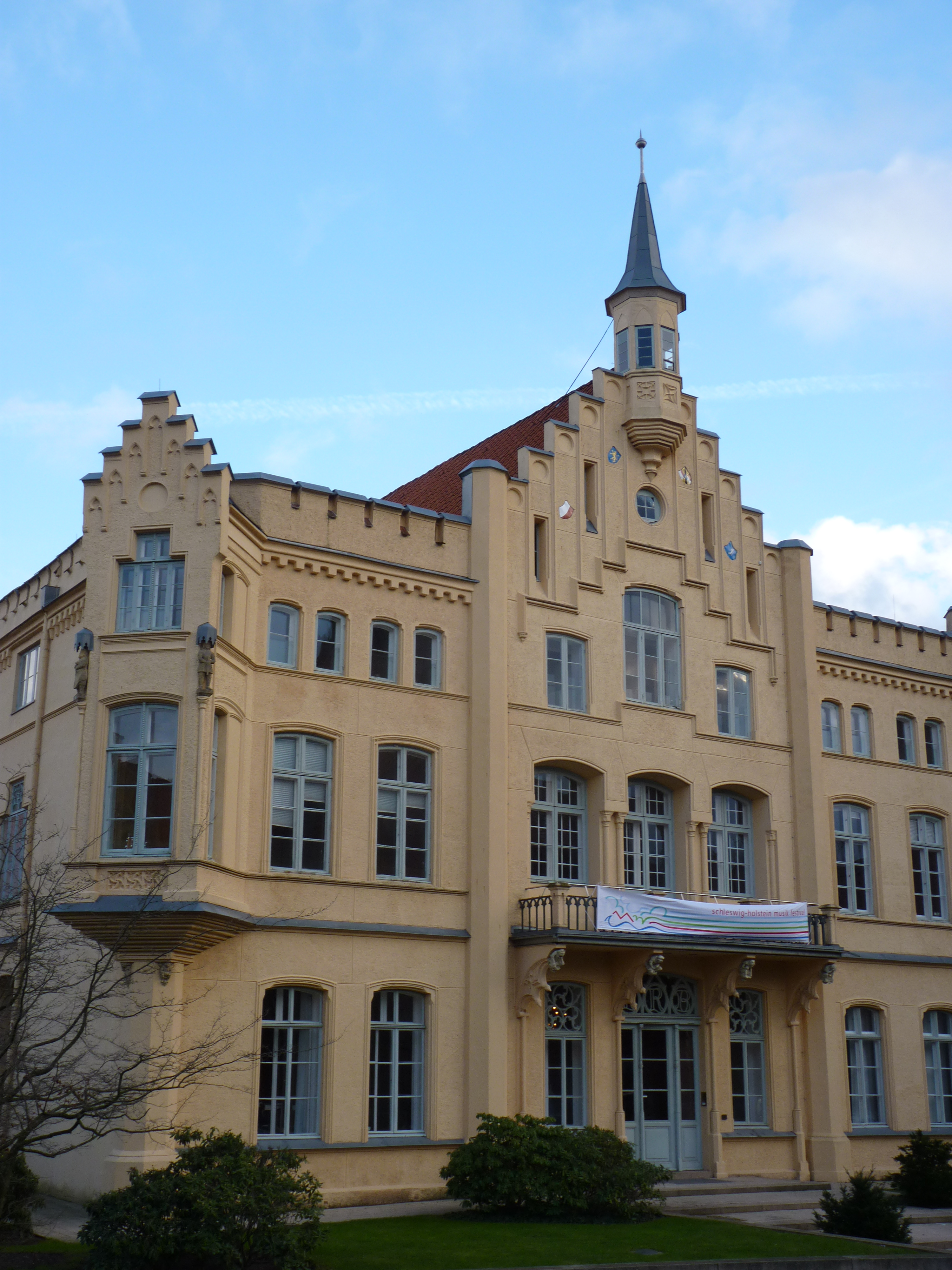
Замок Ранцау (Любек), бывшая резиденция музыкального фестиваля земли Шлезвиг-Гольштейн

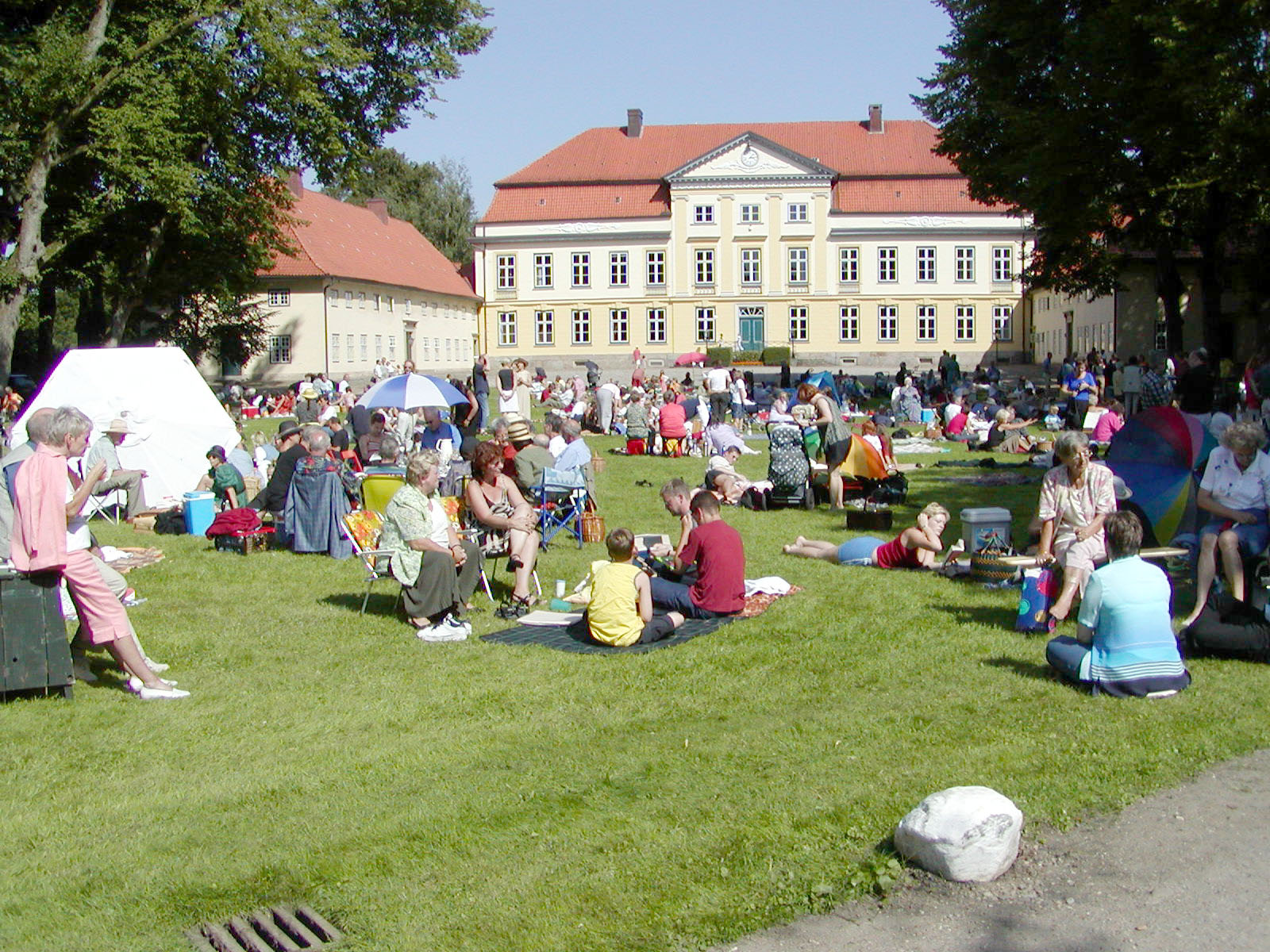
Пикник на музыкальном фестивале за городом

Музыкальный фестиваль Шлезвиг-Гольштейна (МФШГ) — один из крупнейших фестивалей классической музыки в Европе (173 000 посетителей в 2018 году). Проводится ежегодно с 1986 года в летние месяцы в разных местах земли Шлезвиг-Гольштейн, а также в соседней Нижней Саксонии, в Гамбурге и на юге Дании. Помимо больших концертных залов, на фестивале также есть необычные площадки, такие как усадьбы, амбары, церкви, дворцовые сады, паромы и постройки верфей. Идея основания МФШГ заключалась в организации концертов классической музыки по всей федеральной земле, особенно в сельской местности. Фестиваль включает комбинированную программу концертов, музыкальное образования для детей и кулинарные ярмарки в различных исторических усадебных комплексах в земле Шлезвиг-Гольштейн.

## Основание и управление

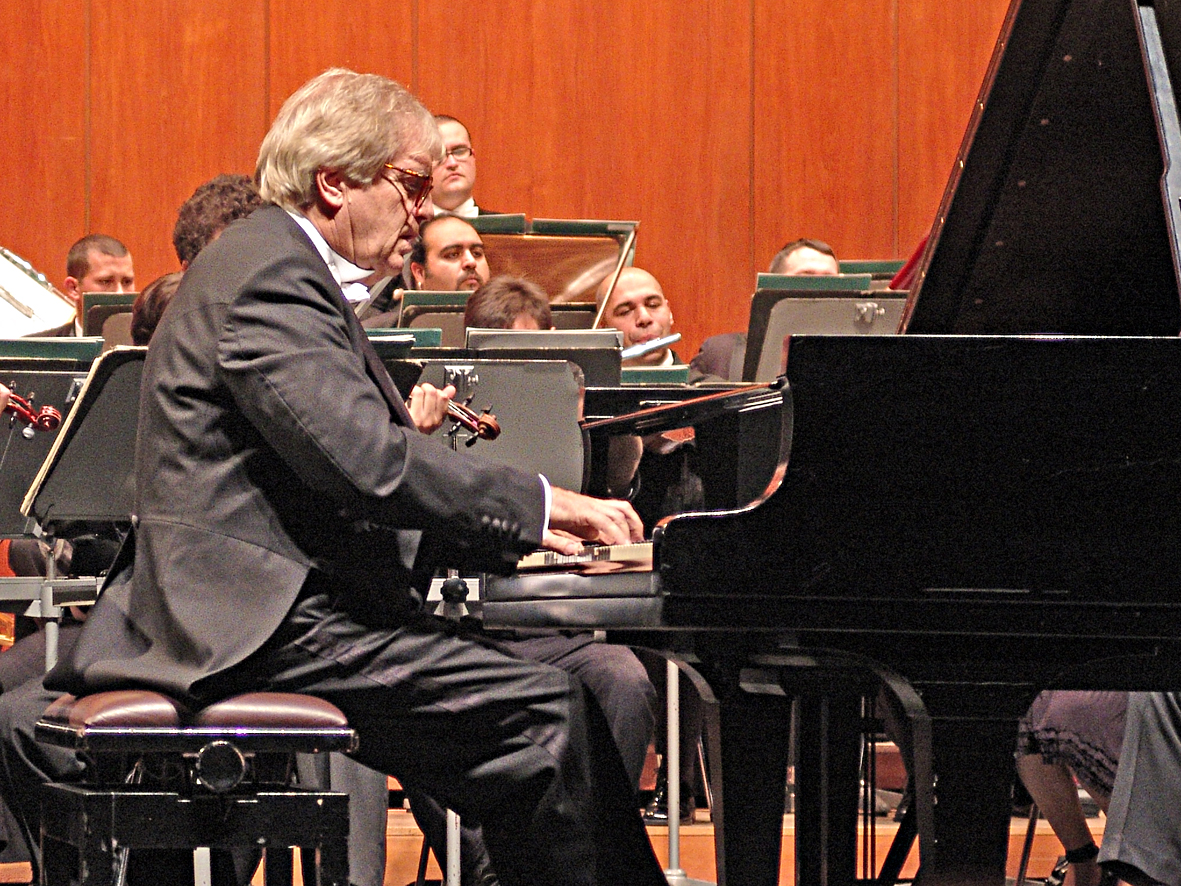
Пианист и дирижер Юстус Франц, основатель Музыкального фестиваля земли Шлезвиг-Гольштейн.

Фестиваль был основан в 1995 году Фондом музыкального фестиваля земли Шлезвиг-Гольштейн и до 2019 года базировался в замке Ранцау в старом районе Любека.
В 1985 году Юстус Франц, Хельмут Шмидт и Уве Баршель совместно разработали идею транснационального фестиваля в Шлезвиг-Гольштейне, чтобы привнести больше культурной жизни в сельскую федеральную землю. За короткое время идеей заинтересовался Леонард Бернстайн. Это в значительной степени способствовало тому, что такие известные музыканты, как Иегуди Менухин, Анн-Софи Муттер, Святослав Рихтер и Мстислав Ростропович выступили на первом фестивале в 1996 году.

## Спонсоры и партнёры
Музыкальный фестиваль Шлезвиг-Гольштейн проводится при поддержке предприятий Шлезвиг-Гольштейна и Гамбурга. Информационный партнер — Северо-Германская радиовещательная корпорация. Кроме того, многочисленные спонсоры концертов и партнеры поддерживают фестиваль как финансово, так и посредством пожертвований продуктов. Малые и средние компании также могут участвовать в качестве спонсоров в бизнес-инициативе Economy & Music. Дальнейшее финансирование фестиваля состоит из части, собранной фондом, финансирования из бюджета земли Шлезвиг-Гольштейн и доходов от продажи билетов.

## Продвижение передового опыта
МФШГ стремится продвигать талантливых молодых музыкантов.

### Фестивальный оркестр земли Шлезвиг-Гольштейн
Фестивальный оркестр земли Шлезвиг-Гольштейн был основан в 1987 году Леонардом Бернстайном и ежегодно собирает около 120 иностранных студентов-музыкантов в возрасте 26 лет и младше, которых отбирают для прослушивания в 30 городах Северной и Южной Америки, Азии, Европы и Ближнего Востока. В качестве стипендии музыканты получают питание и проживание, а также уроки камерной музыки и вокала от известных университетских преподавателей и музыкантов оркестра. Главным дирижером с 2004 года является Кристоф Эшенбах. Кроме того, ежегодно с оркестром исполняют музыку известные солисты и дирижеры.

### Мастер-классы
В рамках мастер-классов юные музыканты со всего мира имеют возможность каждый год брать уроки у художников и преподавателей в помещениях Любекского университета. Результаты индивидуальных или ансамблевых уроков представляются на концертах.

### «Премия Леонарда Бернштейна»
Названная в честь соучредителя МФШГ, премия Леонарда Бернштейна ежегодно с 2002 года вручается выдающимся молодым музыкантам. Премия в размере 10 000 евро высоко ценится на международном уровне и вручается на совместном концерте победителей и фестивального оркестра.
Лауреаты премии Леонарда Бернштейна:
| год     | Фамилия               | инструмент  |
| 2002 г. | Лан Лан               | пианино     |
| 2003 г. | Лиза Батиашвили       | скрипка     |
| 2004 г. | Эрик Шуман            | скрипка     |
| 2005 г. | Джонатан Блисс        | фортепиано  |
| 2006 г. | Алиса Вайлерстайн     | виолончель  |
| 2007 г. | Мартин Грубинджер     | ударные     |
| 2008 г. | Анна Винницкая        | фортепиано  |
| 2009 г. | Леонард Эльшенбройх   | виолончель  |
| 2010 г. | Кит Армстронг         | фортепиано  |
| 2011 г. | Дэвид Аарон Карпентер | альт        |
| 2012 г. | Кэмерон Карпентер     | орган       |
| 2013 г. | Ян Лисецкий           | фортепиано  |
| 2014 г. | Кристофер Парк        | фортепиано  |
| 2015 г. | Кшиштоф Урбански      | дирижёрство |
| 2016 г. | Феликс Клизер         | валторна    |
| 2017 г. | Киан Солтани          | виолончель  |
| 2018 г. | Чарльз Ян             | скрипка     |
| 2019 г. | Эмили Д'Анджело       | вокал       |
| 2020 г. | Статис Карапанос      | флейта      |

## Музыкальное посредничество
МФШГ также реализует различные инициативы в области музыкального образования.
Ежегодный хор фестиваля состоит из около 100 опытных певцов-любителей. Под руководством Николаса Финка хор ежегодно репетирует несколько программ, которые исполняются а капелла или в сотрудничестве с различными оркестрами в рамках фестиваля.
С 2015 года также проводится семинар выходного дня. Мастер-классы уже провели перкуссионист Мартин Грубинджер, джазовый тромбонист Нильс Ландгрен, мандолинист Ави Авиталь и кларнетистка Сабина Майер. Финал каждого семинара — большой заключительный концерт в Рендсбург-Бюдельсдорфе.
МФШГ также занимается музыкальным образованием детей и молодежи: помимо семейных концертов и детских музыкальных мастерских на «сельских музыкальных фестивалях» с 2003 года также проводятся детские музыкальные фестивали, которые предлагают не только концерты для детей, но и образовательную программу.

## Программный фокус
С 1996 года МФШГ имеет программные приоритеты, охватывающие весь фестиваль. До 2013 года включительно фестиваль выдвигал на передний план отдельные страны. Выступали артисты из соответствующих стран, и помимо классического репертуара, в программе также были концерты с традиционной музыкой.
С 2013 года выбор стран был заменен выбором классического композитора и характерного современного музыканта.

### Темы фестиваля (до 2013 года)
| Год     | Страновой фокус             |
| 1996 г. | Австрия                     |
| 1997 г. | Норвегия                    |
| 1998 г. | Италия                      |
| 1999 г. | Франция                     |
| 2000 г. | Соединенные Штаты           |
| 2001 г. | Финляндия                   |
| 2002 г. | Испания / Латинская Америка |
| 2003 г. | Великобритания              |
| 2004 г. | Республика Чехия            |
| 2005 г. | Япония                      |
| 2006 г. | Нидерланды                  |
| 2007 г. | Венгрия                     |
| 2008 г. | Россия                      |
| 2009 г. | Германия                    |
| 2010 г. | Польша                      |
| 2011 г. | Турция                      |
| 2012 г. | Китай                       |
| 2013 г. | Прибалтийские государства   |

### Классические композиторы и характерные музыканты (с 2014 г.)
| Год     | Композитор                  | Музыкант          |
| 2014 г. | Феликс Мендельсон Бартольди | Соль Габетта      |
| 2015 г. | Петр Чайковский             | Мартин Грубинджер |
| 2016 г. | Йозеф Гайдн                 | Корабль Андраша   |
| 2017 г. | Морис Равель                | Ави Авиталь       |
| 2018 г. | Роберт Шуман                | Сабина Мейер      |
| 2019 г. | Иоганн Себастьян Бах        | Джанин Янсен      |
| 2020 г. | Карл Нильсен                | Ксавье де Местр   |

## Площадки
Ежегодно концерты МФШГ проходят более чем в 60 местах и более чем на 100 площадках, что делает фестиваль одним из крупнейших фестивалей в Европе.